# Bataille des Deux Rivières
Pour les articles homonymes, voir Bataille des Deux Rivières (homonymie).
 (juin 2017).
La bataille des Deux Rivières oppose les Pictes et les Northumbriens au cours de l'année 671. Le lieu précis de la bataille est inconnu. Cette bataille marque la fin de la rébellion picte sous le règne d'Ecgfrith de Northumbrie, la victoire revenant à celui-ci. Le seul ouvrage contemporain qui mentionne cette bataille est la Vita sancti Wilfrithi.

## Contexte
Au cours du VIIe siècle, les Northumbriens étendent leur territoire vers le Nord. Ils s'emparent en 638, sous le règne d'Oswald, de Din Eidyn (actuel Édimbourg), ce qui marque l'annexion du Gododdin qui se situe au Sud du Forth.
Le moine anglo-saxon Bède le Vénérable rapporte que sous Oswald et son successeur Oswiu, les Pictes sont dominés par les Northumbriens.
Ecgfrith succède à Oswiu en 670. Au moment de son ascension, la Northumbrie est affaiblie. En 671, Ecgfrith apprend que les Pictes, commandés par le roi de Fortriú Drust VI mac Donnel, se préparent à se rebeller.

## Récit de la bataille
La Vita sancti Wilfrithi rapporte que Ecgfrith, alarmé, rassembla une armée composée essentiellement de cavaliers. Il se dirigea alors vers le Nord. Aucune localisation précise de la bataille nous est parvenue mais on peut supposer qu'elle a eu lieu non loin de Perth.
La cavalerie de Ecgfrith fut prise en embuscade par une plus grande armée picte. Néanmoins, les Northumbriens firent preuve d'une défense si acharnée que les pertes écossaise « remplirent les deux rivières », tandis que les survivants furent impitoyablement pourchassés.

## Conséquences
Jugé responsable de la défaite, Drust est déposé en faveur de Brude III, qui parvient à défaire et tuer Ecgfrith à la bataille de Nechtansmere en 685.